# Gesellschaft mit beschränkter Haftung (Liechtenstein)
Die Gesellschaftsform der Gesellschaft mit beschränkter Haftung (GmbH) ist in Liechtenstein in Art. 389ff. des liechtensteinisches Personen- und Gesellschaftsrecht (PGR) geregelt.
Grundkapital für eine GmbH sind ab 1. Januar 2017 10'000 Schweizer Franken oder der entsprechende Gegenwert in einer anderen Währung oder einer Sacheinlage. Maximal sind ohne Bewilligung 30 Gesellschafter zulässig.
Organe der GmbH sind die Gesellschafterversammlung als oberstes Organ, die jährlich mindestens einmal zusammentreten muss; der Geschäftsführer sowie die Kontrollstelle (Revisionsstelle), die den Jahresabschluss überprüft und der Gesellschafterversammlung berichtspflichtig ist.

## Weblink
- Amt für Justiz, Gesellschaft mit beschränkter Haftung